# Montségur
Montségur település Franciaországban, Ariège megyében. Lakosainak száma 116 fő (2022. január 1.). Montségur Axiat, Bénaix, Fougax-et-Barrineuf, Lordat, Montferrier, Prades és Comus községekkel határos.

## Népesség
A település népességének változása:
| Lakosok száma | 167  | 131  | 124  | 109  | 133  | 131  | 119  | 117  | 117  | 116  |
|               | 1968 | 1982 | 1990 | 2006 | 2013 | 2015 | 2017 | 2019 | 2020 | 2022 |

## Látnivalók
A település feletti hegyen a Montséguri vár romjai. Itt volt a katharok egyik utolsó erődítménye, amit 1244-ben foglaltak el a keresztes seregek.